# Union démocratique voltaïque
L'Union démocratique voltaïque ou UDV-RDA, est un parti politique fondé en 1957 en Haute-Volta.  Il se constitue comme la section voltaïque du Rassemblement démocratique africain (RDA).

## Histoire
Le 20 décembre 1947, le Congrès du RDA à Bobo-Dioulasso, présidé par Ouezzin Coulibaly, transforme la section du PDCI en Parti démocratique voltaïque (PDV), section du RDA. 
Le 23 septembre 1956, Ouezzin Coulibaly et Joseph Conombo fusionnent à Ouagadougou le Parti démocratique voltaïque (PDV), section territoriale du RDA et le PSEMA (Parti social pour l'émancipation des masses africaines) pour donner naissance au Parti démocratique unifié (PDU). Lors des élections territoriales de 1957 en Haute-Volta, l'alliance PDV PSEMA obtient 33 sièges sur 70.
Lors des élections territoriales de 1959 en Haute-Volta, le parti UDV recueille 56,21 % des voix et obtient 64 sièges sur 75 à l'assemblée territoriale. L'Assemblée territoriale devenue Assemblée nationale en décembre 1959, élit à l'unanimité Maurice Yaméogo, comme premier Président de la République de Haute-Volta, le 8 décembre 1960. 
Lors des élections législatives de 1965 en Haute-Volta, il est alors le parti unique du pays et obtient la totalité des 75 sièges de l'Assemblée nationale.

## Dirigeants
- Joseph Ouédraogo, secrétaire général en 1970